# Bath Bridge
Die Bath Bridge (auch: Bath Covered Bridge, New Hampshire Covered Bridge No. 28) ist eine überdachte Brücke in Bath im US-Bundesstaat New Hampshire. Sie überquert den Ammonoosuc River in Bath Village unmittelbar westlich des Ortskerns und verbindet diesen und die Durchgangsstraße auf dem Ost- mit dem Westufer. Es handelt sich bei dieser Brücke um ein rares erhaltenes Exemplar aus der Zeit des handwerklichen Brückenbaus vor der Verbreitung patentierter Standarddesigns.

## Geschichte
Die 1832 eröffnete Brücke ist die fünfte Brücke, die den Ammonoosuc an dieser Stelle überquert. Die erste wurde 1794 erbaut. Wie auch die Folgebauten von 1806, 1820 und möglicherweise 1824 wurde die erste Brücke durch Hochwasser zerstört. Die vierte Brücke fiel möglicherweise einem Feuer zum Opfer, die Quellenlage ist jedoch nicht eindeutig. 1830 wurde ein Brückenbauaufseher ernannt und ein Budget zum Materialerwerb eingerichtet. Weitere Mittel wurden jeweils im März 1831 und 1832 bewilligt. Die Brücke wurde in der ersten Jahreshälfte 1832 fertiggestellt.
1833 trat ein Gesetz, den Verkehr auf Brücken betreffend, in Bath in Kraft, und ein Aufseher zu dessen Überwachung wurde bestellt. Infolgedessen verkündet unverändert ein Schild am Westportal der Brücke, dass einen Dollar Strafe zahlt, wer ein Gespann schneller als im Schritt über die Brücke führt. Hintergrund waren die für möglich gehaltenen Schäden, die trabende oder galoppierende Pferde am Fachwerk der Brücke anrichten konnten.
Die Brücke war mit zwei Pfeilern und drei Öffnungen gebaut worden. 1852 wurde die White Mountains Railroad von Woodsville nach Littleton unter dem Westende der Brücke hindurch trassiert. Die Strecke nahm im folgenden Jahr den Betrieb auf. Zu einem späteren Zeitpunkt wurden Metallplatten unter der Brücke installiert, um zu verhindern, dass sich Funken im Tragwerk der Brücke fest- und diese in Brand setzten. Ebenfalls später wurde der lange Westspann durch einen dritten Pfeiler zwischen Fluss und Eisenbahn in zwei Teile geteilt. 
In den Jahren 1918 und 1919 wurde die Brücke verstärkt und repariert. Laminierte Bögen wurden installiert, und die Brücke wurde auf Betreiben der Bahngesellschaft um etwa 60 cm angehoben, um die Passage größerer Waggons zu ermöglichen. Die Bahn zahlte für das Anheben, doch die Anpassung der Zugangsstraßen ging auf Kosten der Gemeinde, die letztlich 7076,61 Dollar für die Arbeiten ausgeben musste. 1939–1940 wurden erneute Reparaturen durchgeführt und das damals neue Wellblechdach nachgebessert. 1968–1969 wurde die Fahrbahn neu belegt und verschiedene kleinere Reparaturen erledigt.
1987–1988 wurde die Brücke erneut repariert. So wurde eine Verkleidung im Inneren entfernt, hinter der angenagte und zum Teil durchgenagte Pfosten zum Vorschein kamen. Möglicherweise geht dieser Schaden auf die Gewohnheit zurück, die Brücke beim Besuch einer Kirche oder Taverne zum Anbinden von Pferden zu benutzen, wie eine örtliche Legende behauptet. Die Gemeindeversammlung von 1834 beauftragte den Zuständigen nicht nur mit der Überwachung der Geschwindigkeitsbeschränkung, sondern auch damit, darauf zu achten, dass die Brücke frei war unter anderem von Pferden, Rindern und anderen Hindernissen. Weitere Reparaturen galten dem Dach, der Verbindung von Bogenenden zum Tragwerk und dem Bereich, wo die Metallverkleidung im Bereich der Eisenbahn Feuchtigkeit gehalten hatte und infolgedessen Träger rott waren.

## Bedeutung
Die Brücke von Bath Village wurde gebaut, ehe sich die Nutzung standardisierter Designs im Brückenbau der Vereinigten Staaten durchsetzte. Die Verstärkungsbögen, die sie einem Burr Truss ähnlich machen, wurden erst im 19. Jahrhundert eingebaut. Zuvor entsprach sie keiner standardisierten Brückenbauweise, sondern war das Ergebnis der handwerklichen Tätigkeit ihrer Erbauer. 
Eine weitere noch existierende Brücke, die Sayers Bridge in Thetford Center in Vermont, gleicht in ihrem Aufbau der Brücke von Bath. Diese Brücken unterscheiden sich in Details, und für die Sayers-Brücke sind weder Baujahr noch Erbauer bekannt. Es ist möglich, dass es sich bei diesen beiden Brücken um Exemplare einer lokalen Bautradition handelt. 
Die Brücke in Bath ist seit ihrer Eröffnung im Jahre 1832 ununterbrochen in Benutzung. Der heutige Verkehr beschränkt sich auf den Personenverkehr von Anwohnern, örtlichen Landwirtschaftsverkehr sowie Touristen. Die Brücke liegt in Sichtweite des Dorfplatzes von Bath Village und der dortigen erhaltenen historischen Gebäude. Bath Bridge war die letzte überdachte Brücke der USA, die über eine Bahnstrecke führte. Der Verkehr auf diesem Streckenabschnitt wurde 1995 eingestellt.

## Eigenschaften
Die Brücke war ursprünglich dreifeldrig mit zwei Pfeilern im Flussbett, die wie die Widerlager aus behauenem Granit aufgeschichtet waren. Beide Pfeiler wurden gegen die Strömung hin abgerundet. Der dritte Pfeiler wurde später zwischen Fluss und Eisenbahnstrecke eingebaut. Im Gegensatz zu den älteren Pfeilern ist er im Grundriss ein Parallelogramm. 
Alle drei Pfeiler stehen gegeneinander verdreht, nicht parallel, was sich im individuell angepassten Tragwerk der Brücke niederschlägt. Ursache dafür sind möglicherweise die Gegebenheiten im Flussbett beziehungsweise im Untergrund, die den Bau rechtwinklig ausgerichteter Pfeiler unmöglich machten. Ebenfalls spätere Veränderungen sind die Bögen, die die Brücke konstruktiv dem Burr Truss ähnlicher machten, und das Metalldach. Vom konventionellen Burr-Träger unterscheidet sich die Brücke in einigen Konstruktionsmerkmalen, unter anderem in der Lagerung der Bögen, die nicht direkt auf den Widerlagern aufliegen, und der Führung der Streben.
Die Gesamtlänge und Breite der Brücke wird je nach Quelle und Bezugspunkt unterschiedlich angegeben. Die Untersuchung anlässlich der Nominierung zur Eintragung ins NRHP gibt eine Länge des Daches auf der Nordseite von 390 Fuß 3 Zoll an (118,95 m), die Länge der Fahrbahn mit 374 Fuß 5 Zoll (114,12 m) bei einer Gesamtbreite von 24 Fuß (7,36 m) und einer Fahrbahnbreite von 22 Fuß 1,5 Zoll (6,74 m). Die Differenz zwischen Dach- und Fahrbahnlänge erklärt sich aus den ausgeprägten Dachüberhängen der Portale. Eine andere Quelle bemisst die Fahrbahn einen Zoll länger und gibt Breiten von 24 Fuß 6 Zoll (7,47 m) und 22 Fuß 6 Zoll (6,86 m) an. Die gleiche Quelle gibt Spannweiten von 117 Fuß 6 Zoll (35,81 m), 66 Fuß 6 Zoll (20,27 m), 62 Fuß 6 Zoll (19,05 m) und 80 Fuß (24,38 m) für die einzelnen Felder an. Eine Untersuchung im Rahmen eines Dokumentationsprojektes nennt für das östliche Feld 127 Fuß 2 ¼ Zoll (38,77 m), den Mittelspann 71 Fuß 10 Zoll (21,89 m) und den ursprünglichen langen Spann im Westen 175 Fuß 5 ½ Zoll (53,48 m) Spannweite. 
Die gegenüber der Brückenachse verdrehten Pfeiler sorgen für Anschlagspunkte im Tragwerk, die zwischen der stromauf- und der stromabwärtigen Seite um zwei bis drei Felder verschoben sein können und zwischen dem Mittelfeld und dem daran westlich anschließenden Feld ein irreguläres Feld im Tragwerk erfordern. Entsprechend unterscheiden sich die Stützweiten. Zudem wird die Verkehrsraumbreite mit 22 Fuß angegeben, wovon 18 Fuß für Fahrzeuge vorgesehen seien und vier Fuß für einen erhobenen seitlichen Gehsteig. Ob die Brücke dieses Merkmal von Anfang an aufwies, hält die Quelle für nicht mehr feststellbar.